# L'Exorciste : Dévotion
Pour les articles homonymes, voir L'Exorciste, Exorciste (homonymie) et Believer.
Cet article concerne le film. Pour le roman, voir L'Exorciste (roman). Pour la série télévisée, voir L'Exorciste (série télévisée).
Série L'Exorciste
Dominion: Prequel to the Exorcist
(2005)
Pour plus de détails, voir Fiche technique et Distribution.
L'Exorciste : Dévotion ou L'Exorciste : Le Croyant au Québec (The Exorcist: Believer) est un film d'horreur américain réalisé par David Gordon Green et sorti en 2023.
Il s'agit du sixième film de la franchise L’Exorciste, inspirée par le roman du même nom de William Peter Blatty. Sorti en 2023 pour marquer le 50e anniversaire de la sortie du premier film de 1973, c'est une suite se déroulant plusieurs années après les événements de ce dernier et ignorant volontairement les autres suites, préquelles ainsi que la série télévisée produites jusqu'alors.
Ellen Burstyn y reprend par ailleurs son rôle de Chris MacNeil, tandis que Linda Blair apparait via un caméo. L'ouverture de l'œuvre de Mike Oldfield Tubular Bells est également utilisée dans le film.
Il est destiné à être le premier des trois nouveaux films de la franchise The Exorcist déjà prévus, le second The Exorcist: Deceiver devrait sortir le 18 avril 2025. D'abord prévu pour être le premier épisode d'une trilogie, celle-ci est finalement annulée en raison des mauvais scores au box-office et des critiques désastreuses de Dévotion. En d'autres termes, cet opus ne connaîtra jamais de suite et la franchise L'Exorciste connaîtra un nouveau reboot sous l'égide du réalisateur Mike Flanagan et toujours de Blumhouse Productions.

## Synopsis
Le père d'un enfant possédé, cherchant désespérément de l'aide, part à la recherche de quelqu'un qui a vécu des expériences similaires. Il se rend auprès de Chris MacNeil.

## Fiche technique
Sauf indication contraire, les informations mentionnées dans cette section peuvent être confirmées par la base de données cinématographiques IMDb,  présente dans la section « Liens externes ».
- Titre original : The Exorcist: Believer
- Titre français : L'Exorciste : Dévotion
- Titre québécois : L'Exorciste : Le Croyant[2]
- Réalisation : David Gordon Green
- Scénario : David Gordon Green et Peter Sattler, d'après une histoire de Scott Teems et d'après le roman de William Peter Blatty
- Musique : David Wingo et Amman Abbasi
- Photographie : Michael Simmonds
- Production : Jason Blum, David Gordon Green et Danny McBride
- Sociétés de production : Blumhouse Productions, Morgan Creek Productions
- Sociétés de distribution : Universal Pictures
- Pays de production :  États-Unis
- Langue originale : anglais
- Format : couleur - 1.85:1 - son Dolby Digital - Dolby Atmos - DTS: X
- Genre : horreur, fantastique
- Durée : 111 minutes
- Dates de sortie : 
  - États-Unis : 6 octobre 2023
  - France : 11 octobre 2023
- Classification :
  - États-Unis : R (interdit aux moins de 17 ans non accompagnées d’un adulte)
  - France : Interdit aux moins de 12 ans lors de sa sortie en salles mais aux moins de 16 ans à la télévision

## Distribution
- Leslie Odom Jr. (VF : Alex Fondja ; VQ : Anglesh Major) : Victor Fielding
- Ann Dowd (VF : Isabelle Leprince ; VQ : Élise Bertrand) : Ann Brooks
- Jennifer Nettles (VF : Isabelle Desplantes ; VQ : Viviane Pacal) : Miranda West
- Norbert Leo Butz (VF : Serge Biavan ; VQ : François L'Écuyer) : Tony West
- Lidya Jewett (VF : Laurie Sanial ; VQ : Estelle Fournier) : Angela Fielding
- Olivia O'Neill (VF : Coralie Thuilier ; VQ : Erika Gagné) : Katherine West
- Ellen Burstyn (VF : Annie Sinigalia ; VQ : Claudine Chatel) : Chris MacNeil
- Okwui Okpokwasili (VF : Jacky Tavernier ; VQ : Florence Blain Mbaye) : Dr Beehibe
- Raphael Sbarge (VF : Éric Aubrahn ; VQ : Yves Soutière) : le pasteur Don Revans
- Danny McCarthy (en) (VF : Jochen Hägele ; VQ : Paul Sarrasin) : Stuart
- E. J. Bonilla (VF : Simon Dartois ; VQ : Jean-Philippe Baril Guérard) : le père Maddox
- Tracey Graves (VF : Lisa Nyarko) : Sorenne Fielding
- Linda Blair (VF : Jessie Lambotte) : Regan MacNeil (caméo)

version française réalisé par la société de doublage Dubbing Brothers, sous la direction artistique de Virginie Méry, avec une adaptation des dialogues de Christian Niemec et Ludovic Manchette.
 Source et légende : version française (VF) sur RS Doublage et selon carton du doublage français.
 Source et légende : version québécoise (VQ) sur Doublage.qc.ca

## Production

### Développement
En août 2020, il est officiellement annoncé que Morgan Creek Productions va produire un nouvel opus dans la franchise L’Exorciste, sous la forme d'un reboot. Le studio envisage alors une sortie pour 2021,. Ben Pearson de Slash Film remarque que le studio avait précédemment déclaré qu'il « n'essaierait jamais de refaire L'Exorciste » mais qu'il essaiera d'obtenir les « bénédictions des créateurs originaux de leurs titres avant d'aller de l'avant avec de nouvelles entrées », évoquant une potentielle implication de William Friedkin, réalisateur du film de 1973. Plus tard dans l'année, le cinéaste réfute les rumeurs l'impliquant dans le projet.
En décembre 2020, il a été précisé que le projet sera une suite directe du film de 1973. David Gordon Green, qui en a fait de même sur la saga Halloween, est alors en négociations pour le poste de réalisateur. Jason Blum, David Robinson et James Robinson sont alors annoncés comme producteurs,,. En juillet 2021, il est révélé qu'une trilogie de suites était en cours de développement avec David Gordon Green officiellement embauché pour diriger le premier des nouveaux épisodes, à partir d'un scénario qu'il a coécrit avec Peter Sattler,, d'une histoire originale qu'il a coécrite avec Sattler, Scott Teems et Danny McBride. Green, McBride et Couper Samuelson officieront comme producteurs délégués.
Ellen Burstyn est ensuite annoncée. Elle reprend son rôle de Chris MacNeil, présente dans L'Exorciste (1973) de William Friedkin. Leslie Odom Jr. est ensuite annoncé dans un rôle principal. Il est précisé que le film et ses suites potentielles seront des productions en joint-venture entre Blumhouse Productions et Morgan Creek Productions avec Universal Pictures à la distribution. Universal collabore avec Peacock pour les droits de distribution pour un total de 400 millions de dollars. Les deuxième et troisième parties de la trilogie sont en option en tant que films exclusifs potentiels de Peacock,. En octobre 2021, Green a exprimé son intention de réaliser les trois films, avec des esquisses de scénario terminées pour les deux derniers films qu'il a coécrites avec Sattler,,.
Le titre The Exorcist: Believer est révélé en avril 2023.

### Tournage
En février 2022, Ellen Burstyn déclare qu'elle a terminé de filmer ses scènes, révélant que le tournage principal a débuté quelque temps auparavant. Bien que Green ait précédemment déclaré qu'il commencerait à travailler sur la suite après avoir terminé Halloween Ends, étant donné l'âge avancé de l'actrice et les risques de la pandémie de COVID-19, l'équipe de production a travaillé avec Burstyn pour s'assurer qu'ils ont terminé sa partie pour le film,. En août 2022, Ann Dowd a rejoint la distribution. Linda Blair a été elle aussi aperçue sur le plateau de tournage.

## Sortie et accueil

### Dates de sortie
Le film devrait initialement sortir le 13 octobre 2023. Cependant, le film est finalement avancé d'une semaine au 6 octobre 2023 pour éviter la concurrence du film Taylor Swift : The Eras Tour, qui sortira le 13 octobre 2023 après ce film, ainsi que d'autres concurrents comme Saw X, The Creator, La Pat' Patrouille : La Super Patrouille, le film, Killers of the Flower Moon ou encore Five Nights at Freddy's[réf. nécessaire].

## Distinctions
(en) Récompenses pour L'Exorciste : Dévotion sur l’Internet Movie Database

### Récompenses
- EDA Awards 2024 : Suite ou remake qui n'aurait pas dû être réalisé

### Nominations
- Hollywood Music In Media Awards 2023 : meilleur musique d'un film d'horreur ou thriller
- Oklahoma Film Critics Circle Awards 2024 : film le plus décevant de l'année (classé 2e)
- Razzie Awards 2024 : pire film, pire réalisateur, pire couple à l'écran, pire préquelle, remake, reboot ou suite et pire scénario

## Projet de suite
En juillet 2021, deux suites sont confirmées avec la même équipe créative,,. La première, The Exorcist: Deceiver, est annoncée pour avril 2025. Après le mauvais accueil réservé à L'Exorciste : Dévotion, des doutes sont évoqués sur la suite et sur la présence de David Gordon Green.
Fin mai 2024, en raison des critiques négatives et de la réception catastrophique au box-office de ce premier volet, les suites de L'Exorciste : Dévotion sont tout compte fait avortées et, ensuite, le réalisateur Mike Flanagan est engagé par Blumhouse Productions, qui détient toujours les droits de la franchise, pour donner un nouveau souffle à cette saga à travers de nouveaux films prévus pour les années à venir qu'il écrira, coproduira et réalisera. Quant à la trilogie imaginée par David Gordon Green qui aurait dû voir le jour après Dévotion, elle est donc annulée.